# كأس التحدي لهوكي الجليد آسيا – الدرجة الأولى 2017
كأس التحدي لهوكي الجليد آسيا – الدرجة الأولى 2017 هي بطولة دولية سنوية في هوكي الجليد ينظمها الاتحاد الدولي لهوكي الجليد (IIHF). أُقيمت البطولة في مدينة الكويت، الكويت، خلال الفترة من 22 أبريل إلى 25 أبريل 2017. 
تُوج منتخب الكويت بلقب البطولة، ليضمن تأهله إلى كأس التحدي لهوكي الجليد 2018.